# Lorenzo Altieri
Lorenzo Altieri (Roma, 10 de junho de 1671 - Roma, 3 de agosto de 1741) foi um cardeal italiano do século XVIII.

## Biografia
Nasceu em Roma em 10 de junho de 1671. Segundo dos quatro filhos de Gaspare Altieri, príncipe de Roriolo e Viano, duque de Monterano, e Laura Altieri, prima do Papa Clemente X. Irmão do cardeal Giovanni Battista Altieri (1724). Sobrinho do cardeal Paluzzo Paluzzi Altieri degli Albertoni (1664). Tio do cardeal Vincenzo Maria Altieri (1777).
Protonotário Apostólico de Numero Participantium, 11 de novembro de 1690.
Criado cardeal-diácono no consistório de 13 de novembro de 1690; concedida dispensa por não ter vinte e dois anos, idade canônica, no momento de sua promoção e por ter um tio no Sacro Colégio dos Cardeais, em 13 de novembro de 1690; recebeu o gorro vermelho e a diaconia de S. Maria em Aquiro, em 27 de novembro de 1690. Participou do conclave de 1691, que elegeu o Papa Inocêncio XII. Legado em Urbino, 24 de setembro de 1696; devido a um desentendimento com o papa, renunciou à sua legação e voltou para Roma. Recebeu o subdiaconato em 30 de novembro de 1699; diaconato, 29 de agosto de 1700. Participou do conclave de 1700, que elegeu o Papa Clemente XI. Optou pela diaconia de S. Nicola em Carcere, 8 de junho de 1707. Optou pela diaconia de S. Agata em Suburra, 14 de novembro de 1718. Participou do conclave de 1721, que elegeu o Papa Inocêncio XIII; do conclave de 1724, que elegeu o Papa Bento XIII; e do conclave de 1730, que elegeu o Papa Clemente XII. Optou pela diaconia de S. Maria na Via Lata, em 24 de julho de 1730. Cardeal protodiácono. Legado em Ravena, 1735. Não participou do conclave de 1740, que elegeu o Papa Bento XIV, por motivo de doença. Ele preparou seu testamento em 18 de julho de 1741.
Morreu em Roma em 3 de agosto de 1741, às 23 horas, após longa doença. No dia seguinte à tarde, conforme o seu testamento, foi trasladado para a igreja de S. Maria in Portico, Roma, onde se realizou o funeral, a 5 de agosto de 1741; e foi sepultado na Capela de S. Giovanni Battista, construída por sua família nessa mesma igreja. No seu testamento indicou que a sua lápide deveria ter o seu nome, o dia e o ano do seu nascimento e da sua morte.